# Ed Soph
Ed Soph (21. marts 1945 i Coronado Californien USA) er en amerikansk trommeslager , pædagog og musikprofessor. 
Soph startede sin karriere i Woody Hermans big band. Han flyttede i 1971 til New York, hvor han freelancede, bl.a. i Bill Watrous  big band Wild Life Refuge og Clark Terrys gruppe. Han har også spillet med Bill Evans, Randy Brecker, Joe Henderson, Cedar Walton og Slide Hampton, og har undervist blandt andre Dave Weckl, Joel Rosenblatt og Peter Erskine.
Han er i dag professor i jazzstudier på college of music på University of North Texas i Denton, Dallas.

## Eksterne kilder og henvisninger
- Om Ed Soph Arkiveret 7. juni 2011 hos  Wayback Machine